# Eparchia di Argentina e Sudamerica

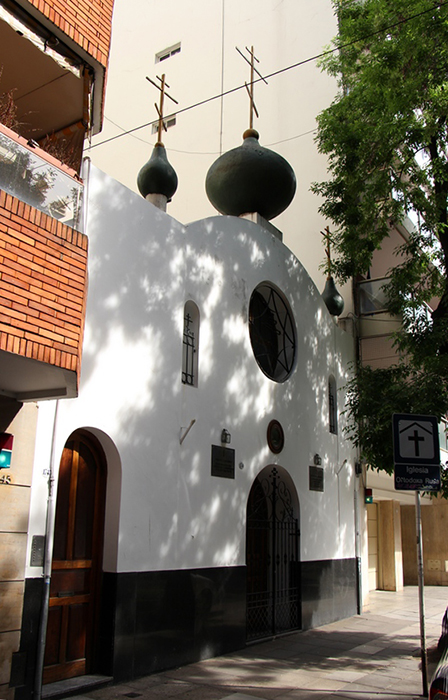
La cattedrale dell'Annunciazione di Buenos Aires.

L'eparchia di Argentina e Sudamerica (in russo Аргентинская и Южноамериканская епархия?; in spagnolo Eparquía de Argentina y Sudamérica) è una diocesi della Chiesa ortodossa russa nell'America meridionale.
Sullo stesso territorio esiste un'altra eparchia di tradizione russa, l'eparchia del Sudamerica, appartenente alla Chiesa ortodossa russa fuori dalla Russia.

## Territorio
L'eparchia ha giurisdizione su tutti i fedeli ortodossi, dipendenti dal patriarcato di Mosca, nel'America centrale (eccetto il Messico) e nell'America meridionale.
Sede eparchiale è la città di Buenos Aires, capitale dell'Argentina, dove si trova la cattedrale dell'Annunciazione.
La maggior parte delle chiese e delle parrocchie si trovano in Argentina e in Brasile; chiese ortodosse russe si trovano anche in Perù, Cile, Bolivia, Colombia, Ecuador, Costa Rica e Panama.

## Storia
L'eparchia è stata eretta il 29 giugno 1946, per decisione del Santo Sinodo della Chiesa ortodossa russa, ricavandone il territorio dall'eparchia delle Aleutine e del Nordamerica.
L'eparchia faceva parte di un esarcato patriarcale, istituito nel 1970 e soppresso nel gennaio 1990.